# Departamento de Amourj
Amourj es un departamento de la región de Hodh el Charqui, en Mauritania. En marzo de 2013 presentaba una población censada de 94 559 habitantes. Está formado por las siguientes comunas, que se muestran asimismo con población de marzo de 2013:
- Adel Bagrou 47,829
- Amourj 6,389
- Bougadoum 40,341[1]